# صبری العسلی
صبری العسلی (به عربی: صبری العسلی) در تاریخ ۱ مارس ۱۹۵۴ – ۱۹ ژوئن ۱۹۵۴ تصدی نخست‌وزیری سوریه را برعهده داشت. همچنین وی در تاریخ ۱۳ فوریه – ۱۳ سپتامبر ۱۹۵۵ و ۱۴ ژوئن ۱۹۵۶ – ۶ مارس ۱۹۵۸ این نخست‌وزیر بود.